# دليل (ممثل)
دليل (بالإنجليزية: DeShaun Dupree Holton)‏ هو كاتب أغاني وموسيقي ورابر وممثل أمريكي، ولد في 2 أكتوبر 1973 بديترويت في الولايات المتحدة، وتوفي بنفس المكان في 11 أبريل 2006.

## أعمال

### أفلام
- (2002) 8 أميال[5]

## وصلات خارجية
- دليل على موقع IMDb (الإنجليزية)
- دليل على موقع روتن توميتوز (الإنجليزية)
- دليل على موقع ألو سيني (الفرنسية)
- دليل على موقع ميوزك برينز (الإنجليزية)
- دليل على موقع أول موفي (الإنجليزية)
- دليل على موقع إن إن دي بي (الإنجليزية)
- دليل على موقع أول ميوزيك (الإنجليزية)
- دليل على موقع أول ميوزيك (الإنجليزية)
- دليل على موقع ديسكوغز (الإنجليزية)
- دليل على موقع ديسكوغز (الإنجليزية)
- دليل على موقع ديسكوغز (الإنجليزية)